# City of Bones (Clare)
City of Bones ist ein Fantasyroman der amerikanischen Autorin Cassandra Clare aus dem Jahr 2007 und bildet den ersten Teil der Reihe Chroniken der Unterwelt (Originaltitel: The Mortal Instruments). Die deutsche Ausgabe wurde von Franca Fritz und Heinrich Koop übersetzt und ist Anfang 2008 im Arena-Verlag erschienen. Seit 2017 erscheint eine Neuauflage beim Goldmann-Verlag.

## Inhalt

### Handlung
Hauptpersonen sind die fünfzehnjährige Clarissa „Clary“ Fray aus New York und der mysteriöse Jace Wayland.
Clarys Leben verändert sich auf einen Schlag, als sie mit ihrem besten Freund Simon eines Abends in einen Club geht und dort beobachtet, wie ein Junge getötet wird und anschließend plötzlich verschwindet. Sie ruft die Security, muss aber feststellen, dass nur sie die in schwarz gekleideten und mit schwarzen Tattoos versehenen Teenager sehen kann. Jace Wayland, einer aus der Gruppe, übt eine starke Faszination auf Clary aus. Mit dieser Begegnung begibt sie sich in die düstere Welt der Schattenjäger – halb Menschen, halb Engel, deren Lebensaufgabe es ist, Dämonen zu töten und die Menschheit zu beschützen.
Clary zieht in das so genannte „Institut“ ein, in dem Jace und die anderen Schattenjäger New Yorks leben. Zusammen mit Jace und den zwei Lightwood Geschwistern, Alec und Isabelle, macht sie sich auf die suche nach ihrer Mutter, die ebenfalls eine Schattenjägerin ist, und von ein paar feindlichen Schattenwesen entführt wurde. Sie fühlt sich zu dem ziemlich stark zu Jace Wayland hingezogen. Jedoch wird Jace von Valentin, dem Erzfeind des Rates, entführt und die beiden müssen zwischen Vampiren, Werwölfen und einer Menge Action, die Wahrheit darüber erfahren, wer sie sind, und in welchem Verhältnis sie nun zueinander stehen.

### Figuren
- Clarissa Adele ,Clary‘ Fray (Fairchild) Morgenstern: Sie ist die fünfzehnjährige Protagonistin, die als Einzelkind von ihrer alleinerziehenden Mutter großgezogen wurde, welche ebenfalls eine Schattenjägerin war, es jedoch vor Clary geheim hielt, um sie zu beschützen. Clary hat rote Locken und grüne Augen. Sie hat Komplexe damit, wenn ein Mädchen besonders hübsch ist und hatte bisher deswegen keine Freundinnen und nur einen Freund, Simon. Dies ändert sich, als sie auf Jace, Alec und Isabelle trifft, die Schattenjäger sind. Clary ist Künstlerin und hat ein Zeichen-Tagebuch, das ihre Emotionen widerspiegelt. Sie bewundert ihre Mutter, obwohl sie sie ziemlich streng findet. Sie mag es nicht, wenn man sie mit dem Namen Clarissa anspricht, sondern zieht es vor Clary genannt zu werden. Sie ist oft in sich gekehrt, verweilt dann  in ihrer eigenen Welt und findet später mit Jace’ Hilfe heraus, dass sie eine Schattenjägerin ist und wer ihr Vater ist. Jace hilft ihr nicht nur dabei, er zeigt ihr auch, was es bedeutet jemanden zu lieben.
- Jocelyn Fray (Fairchild): Sie ist Clarissas Mutter, war Schattenjägerin und gehörte zum Kreis (eine Organisation von Valentin, um alle Dämonen, also auch die Halbdämonen, zu töten), behält dies und ihre ganze weitere von übernatürlichen Dingen begleitete Vergangenheit jedoch für sich, um ihre Tochter zu schützen. Sie gibt vor, dass Clarys Vater schon vor ihrer Geburt bei einem Autounfall gestorben ist und redet nie mit ihrer Tochter über ihn. Dabei ist Clarys Vater, eine der größten Bedrohungen für die Welt, noch am Leben. Als Jocelyn von Dämonen entführt wird, versetzt sie sich in eine Art Koma.
- Luke Garroway (Lucian Graymark): Er ist der engste Freund von Jocelyn und besitzt einen Buchladen. Er ist ein Werwolf (Der Alph des New Yorker Rudels) und für Clary wie ein Vater. Er war ebenfalls früher Mitglied des Kreises (Er war früher ebenfalls ein Schattenjäger) und ist anfangs abweisend zu Clary. Später rettet er sie vor einem anderen ehemaligen Kreismitglied. Er liebt Clarys Mutter und besucht sie jeden Tag im Krankenhaus.
- Simon Lewis: Er ist Clarys bester Freund. Er spielt in einer Band, die den größten Teil ihrer Zeit damit verbringt, einen Namen zu suchen, statt zu proben. Bei einem Gespräch mit Clary gibt er vor, eine Freundin 'mit einem geilen Body' zu suchen, ist jedoch tatsächlich bereits seit zehn Jahren in Clary verliebt. Er steht kurz davor ihr seine Liebe zu gestehen, doch dann verschwindet sie. Später trifft er sie wieder und sie erklärt ihm die Welt des Übernatürlichen und zieht ihn damit auch in diese Welt, welche ihn seitdem in lebensgefährliche Situationen bringt.
- Jace Wayland/Lightwood  (Jonathan Christopher) Morgenstern: Er ist der siebzehnjährige Protagonist, der sein ganzes bisheriges Leben als Schattenjäger verbrachte. Er wurde streng von seinem Vater erzogen, dessen Tod er dann auch mit eigenen Augen ansehen musste, als er zehn Jahre alt war. Er tötete mehr Dämonen als jeder andere in seinem Alter. Er wirkt arrogant und sehr kühl, manchmal auch ein wenig trocken, ist aber in Wirklichkeit fürsorglich und sensibel. Doch der einzige Mensch, dem er diese Seite von sich zeigt, ist Clary. Er zeigt ihr sein wahres Ich und dass er sie liebt. Er würde alles für sie tun, sogar für sie sterben. Er kämpft gerne, meistens mit Engelsschwertern.
- Alexander ,Alec‘ Gideon Lightwood: Er ist der älteste Freund von Jace und wie ein Bruder für ihn. Doch Alec empfindet ganz anders für Jace als dieser für ihn, denn er liebt ihn, obwohl er es ihm niemals sagen würde, da die Homosexualität in der Schattenjägerwelt nicht gerne gesehen wird. Später hat er trotzdem eine Beziehung mit dem Hexenmeister Magnus Bane, die er jedoch ständig leugnet. Er ist Jace’ Parabatai (Waffenbruder), hat jedoch noch nie einen Dämon getötet.
- Isabelle ,Izzy‘ Sophia Lightwood: Sie ist Alecs wirkliche und Jace’ gefühlte Schwester. Sie liebt ihre Brüder und sorgt sich oft um sie. Sie hat eine Schwäche für Mode und ihre Waffen sind meistens als Schmuck getarnt. Ihre Waffe ist eine Elektrumpeitsche in form eines Schlangenarmbands. Nach Jace’ Angaben lässt sie ihre Lover oft nach einiger Zeit hängen, weswegen Clary sich Sorgen macht, als sie plötzlich mit Simon ‚zusammen‘ ist.
- Maxwell ,Max‘ Lightwood: Der kleine Bruder von Isabelle und Alec. Er bewundert Jace und liest gerne Mangas.
- Maryse und Robert Lightwood: Sie sind die Eltern von Isabelle, Alec und Max.  Sie waren mal  Mitglieder des Kreises, genau wie Clarys Mutter. Im Gegensatz zu Jocelyn werden Maryse und Robert sehr vom Rat überwacht. Sie leiten das New Yorker Institut unter großer Acht des Rates.
- Hodge Starkweather: Er ist Alecs, Jace’ und Izzys Mentor. Er kann das Institut nicht verlassen, weil er früher dem Kreis angehört hat und das nun seine Strafe ist. Er verrät die Schattenjäger, indem er den Kelch der Insignien (auch Kelch der Engel genannt) und Jace Valentine ausliefert, um von seinem Fluch befreit zu werden. Als Clary ihm folgt, will er sie umbringen, wird jedoch von Luke davon abgehalten. Er ist lebensgefährlich verletzt, doch er verschwindet dennoch.
- Magnus Bane: Er ist der oberste Hexenmeister von Brooklyn. Als Clary noch ein kleines Kind war, beauftragte ihre Mutter Magnus dazu, Clarys zweites Gesicht zu blockieren (welches ein jeder Nephilim/Schattenweltler besitzt, um die wahre Welt zu sehen, ungetant von den Menschen). Da dies eine große Gefahr für das Mädchen dargestellt hätte, belegte Magnus sie stattdessen mit einem Bann, der sie alles Übernatürliche vergessen ließ, kaum dass sie es gesehen hatte. Leider konnte er den Bann nicht mehr rückgängig machen, zeigte Clary aber einige Runen im Grauen Buch, von denen er hoffte, sie könnten ihr helfen, sich wieder zu erinnern. Später hat er eine Beziehung mit Alec und kommt Clary und ihren neuen Freunden dadurch öfter zu Hilfe. Er ist schon mehrere hundert Jahre alt (genauere Angaben dazu sind nicht vorhanden) und hatte schon verschiedenste Beziehungen sowohl mit Männern als auch mit Frauen.
- Valentin Morgenstern: Er ist ein Schattenjäger, der sich dem Gesetz jedoch widersetzt und auch Halbdämonen tötet. Er gründete den Kreis, um Mitstreiter zu finden. Er kann Leute mit seinen Worten und seiner falschen liebenswürdigen Art leicht überzeugen und sie dazu bringen, ihn zu lieben. Er war früher mit Jocelyn verheiratet und ist Clarys Vater. Er gab vor, sich und Clarys älteren Bruder Jonathan Christopher in seinem Haus getötet und verbrannt zu haben, um dem Rat zu entgehen. Er ist der Erzfeind des Rates und verbündet sich später mit Dämonen, um die Schattenweltler umzubringen.
- Raphael: Er ist der Anführer des Vampirclans in New York. Er ist Latino[2] und lockt Jace und Clary in eine Falle, als sie versuchen Simon aus den Klauen der Vampire zu befreien.

## Verfilmungen
Am 29. August 2013 kam die Verfilmung des Buches durch Regisseur Harald Zwart in die deutschen Kinos.
Die Fernsehserie Shadowhunters wurde von 2016 bis 2019 ausgestrahlt und basiert auf der Buchreihe.